# Ra Ra Riot
Ra Ra Riot est un groupe de rock indépendant et indie pop américain, originaire de Syracuse, dans l'État de New York. Il est formé en 2006 et composé du chanteur Wes Miles, du bassiste Mathieu Santos, du guitariste Milo Bonacci, de la violoniste Rebecca Zeller et du batteur Kenny Bernard.

## Biographie
Ra Ra Riot est formé en janvier 2006, jouant dans des lieux comme le campus de l'Université de Syracuse. Ils enregistrent une démo en février 2006. Le groupe attire l'intérêt en concert, en particulier au CMJ Music Marathon, en moins de six mois après formation. Plus tard leur concert est bien accueilli par la presse allant de Spin, qui les considère comme « le meilleur groupe qu'on ait entendu depuis un long moment. » Ils ouvrent en concert pour Art Brut et Bow Wow Wow à New York, tournent au Royaume-Uni à deux reprises puis revient ouvrir pour Editors. Leur première tournée américaine en tête d'affiche se termine en 2007, et ils embarquent pour une deuxième en 2008. Le groupe est aussi invité à l'Iceland Airwaves Festival, de Reykjavík, en Islande. Ils enregistrent trois sessions sur les chaines de radio WOXY, trois étant félicitées.
En 2007, ils apparaissent au South by Southwest et jouent en tête d'affiche du Seaport Music Festival de New York. Le groupe se réunit et revient au South by Southwest Music Conference en mars 2008.
Le 2 juin à 3 h du matin, leur batteur, John Ryan Pike, disparait dans des circonstances mystérieuses lors d'une fête au Wilbur's Point de Fairhaven, Massachusetts, après un concert à Providence, dans le Rhode Island. Son portable est retrouvé sur la plage de Buzzards Bay. Son corps le 3 juin 2007 à 4 h 10 du matin à Buzzards Bay ; Pike semblerait s'être noyé.
En juillet 2007, un album éponyme six pistes est publié au label Rebel Group. À l'hiver de 2007, le groupe signe avec la major V2 Records. Pour célébrer la signature, Ra Ra Riot sort Dying Is Fine et Each Year (RAC Mix) en format  vinyle face A/B. En décembre 2007, le groupe annonce avoir terminé son album. Le 25 avril 2008, le groupe annonce sa sortie vers août ou septembre 2008.
Au printemps de 2009, Barsuk sort un EP, Can You Tell, comprenant des remixes, démos et morceaux live. L groupe publie un deuxième album, The Orchard, le 24 août 2010.
Leur troisième album, Beta Love, est publié le 23 janvier 2013, en parallèle à la diffusion en direct de leur concert au Music Hall of Williamsburg de Brooklyn, New York. L'album passe du baroque pop au synthpop.

## Discographie
- 2008 : The Rhumb Line (Barsuk)
- 2010 : The Orchard (Barsuk)
- 2013 : Beta Love (Barsuk)
- 2016 : Need Your Light (Barsuk)
- 2019 : Superbloom (Rob The Rich Recordings)